# Полянська сільська рада (Хотинський район)
Поля́нська сільська́ ра́да — адміністративно-територіальна одиниця та орган місцевого самоврядування в Хотинському районі Чернівецької області. Адміністративний центр — село Поляна.

## Загальні відомості
- Населення ради: 1 221 особа (станом на 2001 рік)

## Населені пункти
Сільській раді підпорядковані населені пункти:
- с. Поляна

## Склад ради
Рада складається з 16 депутатів та голови.
- Голова ради: Мазур Віктор Іванович
- Секретар ради: Балахтар Юлія Іванівна

### Керівний склад попередніх скликань
| Прізвище, ім'я, по батькові | Основні відомості                                                 | Дата обрання | Дата звільнення |
| --------------------------- | ----------------------------------------------------------------- | ------------ | --------------- |
| Нагірняк Антон Фокович      | Сільський голова, 2039 року народження                            | 26.03.2006   | 31.10.2010      |
| Мазур Віктор Іванович       | Сільський голова, 1948 року народження, освіта вища, безпартійний | 31.10.2010   |                 |

Примітка: таблиця складена за даними сайту Верховної Ради України

### Депутати
За результатами місцевих виборів 2010 року депутатами ради стали:

#### За суб'єктами висування
| Суб'єкт висування           | Кількість обраних депутатів | %    |
| --------------------------- | --------------------------- | ---- |
| Партія регіонів             | 7                           | 43,8 |
| Самовисування               | 6                           | 37,5 |
| Народна партія              | 2                           | 12,5 |
| Комуністична партія України | 1                           | 6,3  |

#### За округами
| № округу                    | Прізвище, ім'я, по батькові   | Дата визнання обраним | Освіта           | Партійна приналежність | Відомості про обраного депутата                      |
| --------------------------- | ----------------------------- | --------------------- | ---------------- | ---------------------- | ---------------------------------------------------- |
| Комуністична партія України |                               |                       |                  |                        |                                                      |
| 9                           | Стрільчук Іван Харлампович    | 31.10.2010            | середня          | позапартійний          | Клішковецький лісопункт, водій                       |
| Народна Партія              |                               |                       |                  |                        |                                                      |
| 1                           | Мельник Віталій Іванович      | 31.10.2010            | вища             | член Народної партії   | Рухотинське лісництво, майстер                       |
| 3                           | Козачок Петро Адамович        | 31.10.2010            | вища             | член Народної партії   | Клішковецька сільська дільнична лікарня, лікар       |
| Партія регіонів             |                               |                       |                  |                        |                                                      |
| 2                           | Попов В'ячеслав Іванович      | 31.10.2010            | середня          | позапартійний          | Рухотинська церква, протоієрей                       |
| 4                           | Матеєк Галина Гаврилівна      | 31.10.2010            | незакінчена вища | позапартійна           | Полянська сільська рада, бухгалтер                   |
| 6                           | Загвоздін Михайло Едуардович  | 31.10.2010            | середня          | позапартійний          | тимчасово не працює                                  |
| 8                           | Сафтюк Раїса Іллівна          | 31.10.2010            | середня          | позапартійна           | приватний підприємець                                |
| 12                          | Мельник Олександр Ілліч       | 31.10.2010            | середня          | позапартійний          | приватний підприємець                                |
| 13                          | Лопух Володимир Якович        | 31.10.2010            | вища             | позапартійний          | Полянська загальноосвітня школа, директор            |
| 15                          | Балахтар Юлія Іванівна        | 31.10.2010            | вища             | позапартійна           | Полянська сільська рада, секретар                    |
| Самовисування               |                               |                       |                  |                        |                                                      |
| 5                           | Николюк Василь Антонович      | 31.10.2010            | середня          | позапартійний          | Клішковецький лісопункт, робочий                     |
| 7                           | Рябой Василь Феофанович       | 31.10.2010            | середня          | позапартійний          | ТОВ «Мир 1», інженер                                 |
| 10                          | Стрільчук Людмила Никодимівна | 31.10.2010            | вища             | позапартійна           | Полянський дошкільний навчальний заклад, завідувачка |
| 11                          | Одажій Олександр Пилипович    | 31.10.2010            | вища             | позапартійний          | Хотинський лісгосп, ревізор                          |
| 14                          | Балахтар Олександр Гнатович   | 31.10.2010            | середня          | позапартійний          | Полянська загальноосвітня школа, завгосп             |
| 16                          | Тихенька Марія Іванівна       | 31.10.2010            | вища             | позапартійна           | Полянська сільська рада, землевпорядник              |